# Don Hertzfeldt
Don Hertzfeldt (Alameda County, 1º agosto 1976) è un animatore, scrittore e regista statunitense.
Due volte candidato al Premio Oscar, è famoso soprattutto per i film d'animazione World of Tomorrow, It's Such a Beautiful Day, Rejected e World of Tomorrow Episode Two. Ha partecipato con il numero record di otto cortometraggi al Sundance Film Festival ed ha ricevuto due Gran Premi della giuria.
Marc Slavov descrive come "una delle animazioni più influenti mai create" l'opera di Don; aggiunge poi che si tratta anche di "una delle animazioni più vitali ed piene d'espressione del millennio", e che i suoi film sono considerabili tra i "cortometraggi più fondamentali degli ultimi vent'anni". In Storia Mondiale del cinema d'Animazione, Stephen Cavalier afferma: "Hertzfeldt è fenomeno unico, o forse l'esempio di una nuova strada che gli animatori indipendenti possono seguire [...] Hertzfeldt attrae quel tipo di fanatismo che ci si aspetterebbe da masse di studenti che stravedono per band indie-rock".
Hertzfeldt sostiene il suo lavoro soprattutto tramite l'autodistribuzione, ad esempio con la vendita dei biglietti di tour teatrali, DVD, VOD e trasmissioni in televisione. Ha inoltre rifiutato qualsiasi lavoro per la pubblicità.

## Biografia

### Primi anni di vita
Hertzfeldt è nato il 1 ° agosto 1976 nella contea di Alameda, in California, figlio di un pilota di linea e impiegato di biblioteca della contea. Alcune pubblicazioni lo documentano nato a Fremont, in California, mentre secondo altre è nato a Castro Valley. È di mezza discendenza svedese. Hertzfeldt ha frequentato la Mission San Jose High School di Fremont.  Fin da bambino disegnava fumetti, e all'età di 15 anni ha iniziato a imparare da solo l'animazione con una videocamera VHS.  Due dei cartoni animati per adolescenti VHS di Hertzfeldt sono presenti nella collezione di DVD "Bitter Films: Volume 1".
Quando frequentava la scuola di cinematografia, Hertzfeldt era attratto dall'animazione in quanto forma economica che gli permetteva di lavorare. Ha dichiarato: "Penso di essermi sempre avvicinato all'animazione da una strana prospettiva, un po' come un normale regista a cui capita di animare. Montaggio, scrittura, suono: queste sono le cose che di solito vengono prima nella mia testa. L'animazione è spesso solo il lavoro intenso che devo affrontare per collegare i punti e raccontare la storia."
Le sue prime animazioni video per adolescenti hanno trovato esposizione in festival cinematografici, ed è inoltre stato in grado di dare distribuzione internazionale ai film studenteschi da lui realizzati nella sua scuola di cinema, l'Università della California, a Santa Barbara. Si è laureato nel 1998 con una laurea in studi cinematografici.

### Vita privata
Hertzfeldt vive ad Austin, in Texas. Ha frequentato il college a Santa Barbara, in California, dove si è poi fermato per molti anni. Ha tenuto un blog sul suo sito web dal 1999.

## Carriera

### 1995-1998: Film studenteschi
Hertzfeldt ha realizzato quattro film studenteschi d'animazione in 16mm mentre studiava film all'Università della California, a Santa Barbara.
Ah, L'Amour e Genre sono stati fatti da un Hertzfeldt di diciotto e diciannove anni; Ah, L'Amour vincerà il Gran Premio dell'HBO Comedy Arts Festival per "Il cartone animato più divertente del mondo".
Il suo primo cortometraggio che contenesse un dialogo, Lily e Jim, venne pubblicato nel 1997; si tratta della storia di un disastroso appuntamento al buio. Le performance vocali di Don, in parte improvvisate, lo hanno aiutato a conseguire venticinque premi, tra cui il Grand Prize al New Orleans Film Festival.
Il suo ultimo film animato studentesco, Billy's Balloon, tratta di palloncini malevoli che attaccano bambini, inspiegabilmente; il cortometraggio è stato candidato alla Palma d'Oro al Festival di Cannes del 1999 e ha vinto il Grand Jury Award allo Slamdance Film Festival del 1999. In totale, ha vinto trentatré premi.
La popolarità di ogni film studentesco nei festival cinematografici e di animazione - e poi in tutto il mondo grazie alla proiezione su MTV e altre reti - contribuiva a finanziare il successivo, e ha infine aiutato a trovare i finanziamenti anche per il suo primo film dopo il college.

### 2000–2017: Animazione indipendente

#### Rejected
Poco dopo essersi diplomato alla scuola di cinema, Hertzfeldt acquistò la sua fotocamera rostrum da 35mm e realizzò il suo prossimo cortometraggio animato, Rejected (Respinto).
Uscito nelle sale nel 2000, il cortometraggio ha vinto 27 premi e l'anno successivo è stato candidato all'Oscar per il miglior cortometraggio animato. Ora questo film è considerato un cult, nonché uno dei film d'animazione più influenti che siano mai stati realizzati, soprattutto dopo che è diventato virale facendosi strada su Internet nei primi anni 2000. Nel 2009 è stato l'unico cortometraggio inserito nella lista dei "Film del decennio" da Salon. Nel 2010, è stato indicato come uno dei cinque "film d'animazione più innovativi degli ultimi dieci anni" da The Huffington Post. Eric Kohn, critico cinematografico di Indiewire, ha parlato di Rejected come uno dei "10 migliori film del 21º secolo" nella sua lista per il sondaggio Culture della BBC nel 2016.
Il film si presenta come una raccolta di lavori eseguiti su commissione in ambito pubblicitario da una versione immaginaria di Don Hertzfeldt, respinti però dai committenti. Le vignette animate commissionate diventano sempre più astratte e inadeguate mentre l'animatore subisce un esaurimento mentale, fino a quando non cadono letteralmente a pezzi.
Sebbene il film sia immaginario e Hertzfeldt non abbia mai svolto attività pubblicitaria, dopo che Billy's Balloon ha attirato l'attenzione internazionale, l'artista ha ricevuto molte offerte. A quanto pare Hertzfeldt ha raccontato la storia umoristica di come era tentato di produrre per le compagnie i peggiori cartoni animati che potesse inventare, per poi scappare con i loro soldi e vedere se sarebbero stati effettivamente mandati in onda. Questa è diventata l'idea fondamentale nucleo di Rejected: una collezione di corti d'animazione così inopportuni da venire respinti dalle agenzie pubblicitarie, portando al collasso emotivo del loro creatore e infine alla crisi metafisica dei cartoni stessi.
Nel 2009, Rejected è stato l'unico cortometraggio considerato uno de "I film del decennio" di Salon. Nel 2010, The Huffington Post  lo indica come uno dei cinque "film d'animazione più innovativi degli ultimi dieci anni".

#### The Animation Show
Nel 2003, Hertzfeldt ha creato The Animation Show (Lo Spettacolo di Animazione) con Mike Judge, creatore di Beavis e Butt-head. È stato un festival biennale nordamericano itinerante a portare cortometraggi animati indipendenti in più cinema di qualsiasi distributore della storia. I programmi sono stati curati personalmente da Hertzfeldt e Judge. Una seconda edizione di The Animation Show è stata in tournée per tutto il 2005, con il cortometraggio di Hertzfeldt The Meaning of Life (Il senso della vita) e nuovi film di animatori come Peter Cornwell e Georges Schwizgebel. La terza stagione di The Animation Show è iniziata a livello nazionale nel gennaio 2007, con la nuova opera degli animatori Joanna Quinn e Bill Plympton, nonché quello di Hertzfeldt, Everything Will Be OK (Tutto andrà bene).
Uno degli obiettivi dichiarati di The Animation Show era quello di "liberare il lavoro di questi artisti indipendenti dai sotterranei dell'esibizione in Internet" e di portarli nei cinema dove la maggior parte dei cortometraggi erano destinati a essere visti. The Animation Show lanciò nel frattempo una serie supplementare di DVD, distribuiti da MTV, contenenti cortometraggi animati.
In una voce di marzo 2008 del suo blog, Hertzfeldt annuncia di aver deciso di lasciare The Animation Show, dopo aver programmato tre tour e avere contribuito coi propri lavori. Una quarta stagione del programma è stata rilasciata nei cinema nell'estate del 2008, senza alcun coinvolgimento da parte sua.

#### The Meaning of Life

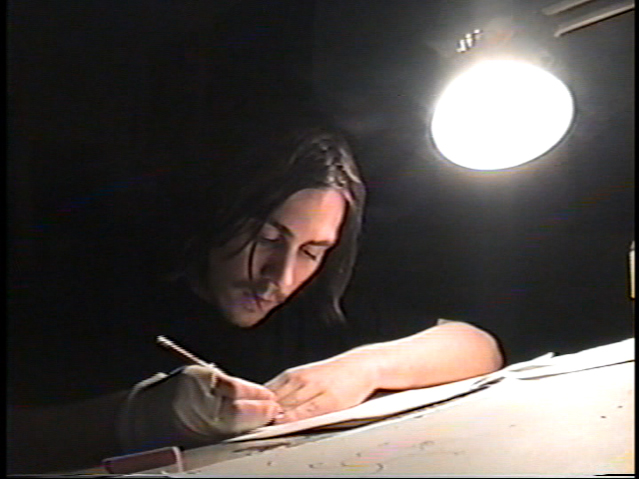
Hertzfeldt alla sua scrivania durante la realizzazione di The Meaning of Life

Dopo quasi quattro anni in preparazione, il corto di Hertzfeldt The Meaning of Life (Il Senso della Vita), è stato presentato per la prima volta al Sundance Film Festival del 2005 e ha girato festival cinematografici e di animazione nel 2005 e 2006. Sebbene la sua natura astratta abbia sconcertato alcuni critici, ha ricevuto recensioni per lo più positive. L'Atlanta Journal-Constitution ha definito il film "la cosa più vicina a 2001: Odissea nello spazio di Kubrik che sia mai stata realizzata in pellicola".
Nel film, l'evoluzione della razza umana è tracciata dalla preistoria (l'umanità come forme blob), attraverso il mondo attuale (l'umanità come folla brulicante di individui egoisti, conflittuali o persi), fino a centinaia di milioni di anni nel futuro, mentre la nostra specie si evolve in innumerevoli nuove forme; eppure, tutti si comportano ancora allo stesso modo. Il film si conclude in un futuro estremo, con due creature (apparentemente un adulto e un bambino di una qualche sottospecie umana futura), che parlano del senso della vita su una spiaggia colorata.
Nel 2009, Hertzfeldt ha osservato: "Non faccio spesso lo stesso tipo di film due volte di seguito. Si è sempre trattato di qualunque cosa venga dopo nella mia testa. Da un punto di vista commerciale credo di aver preso alcune decisioni piuttosto imperscrutabili, come far seguire Rejected da un tentacolare film astratto sull'evoluzione umana, ma si tratta davvero ogni volta diqualsiasi idea che, in quel momento particolare, non se ne vuole andare. Ci sono sempre molte cose nuove che vorrei provare."
Nel 2014, Time Out New York ha dichiarato il film uno dei "trenta migliori corti d'animazione mai realizzati".

#### Everything will be OK,I Am So Proud of You, andIt's Such a Beautiful Day

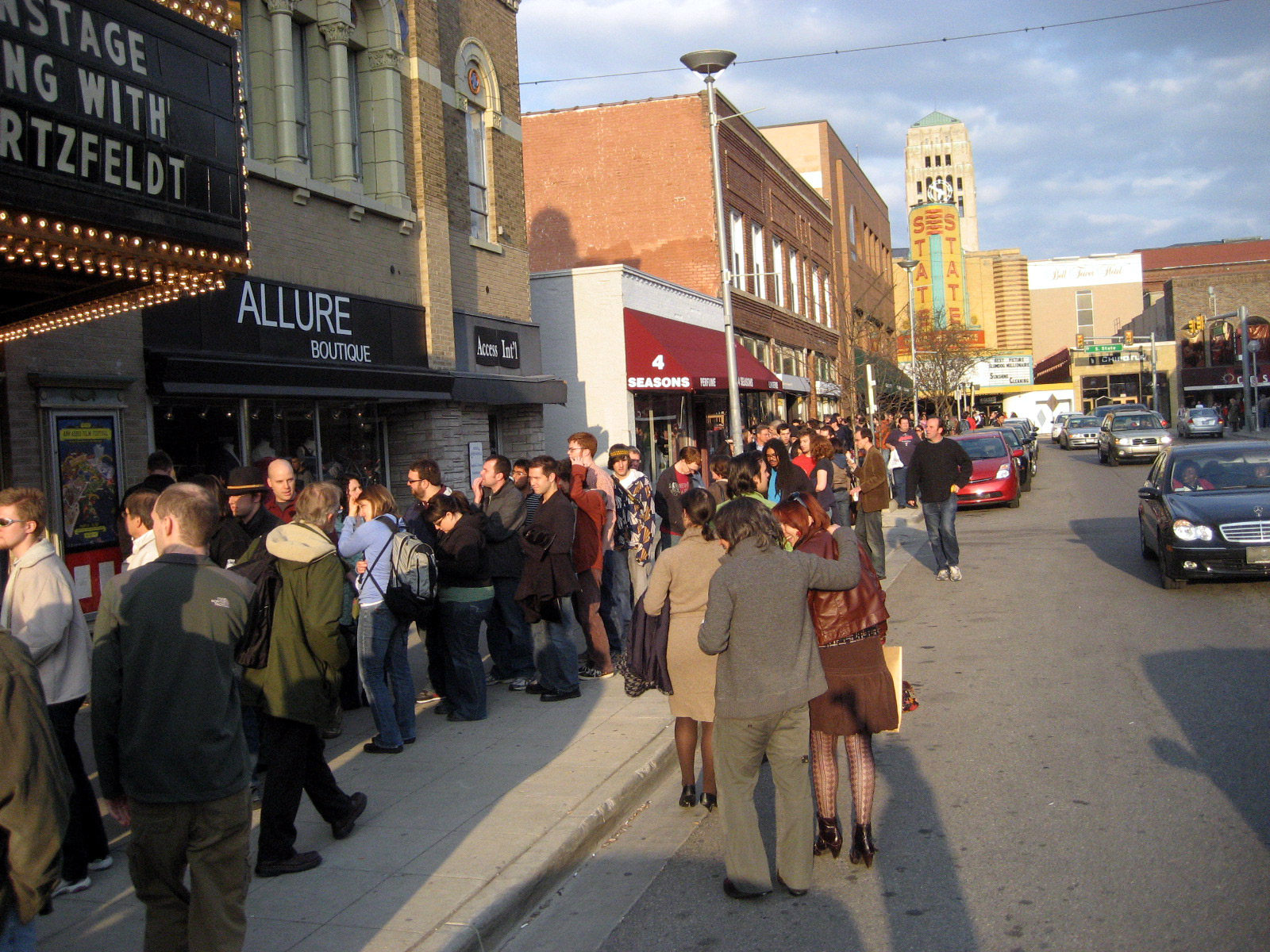
Per An Evening con Don Hertzfeldt la coda fa il giro dell'isolato

Everything will be OK (Andrà tutto bene) è stato pubblicato nel 2006; si tratta probabilmente dell'opera di Hertzfeldt che ha procurato le migliori recensioni al suo autore, e dunque considerabile l'opera di maggior successo. Il film è stato descritto come "probabilmente il miglior lavoro che ha svolto nella sua incredibile giovane carriera, così coerentemente stupefacente".
Il cortometraggio animato, dalla durata di 17 minuti, era basato su Bill, personaggio del suo webcomic Temporary Anesthetics. The Boston Globe ha definito il film un "capolavoro" e Boston Phoenix ha dichiarato Hertzfeldt "un genio". Il cortometraggio è stato storia di copertina sul Chicago Reader, ricevendo quattro stelle dal critico J.R. Jones. Il critico cinematografico di Variety Robert Koehler lo considera uno dei migliori film del 2007.
Everything Will Be OK  è il primo capitolo di una storia in tre parti su Bill, un giovane le cui routine quotidiane, percezioni e sogni sono illustrate sullo schermo attraverso più split-screen. La vita di Bill, apparentemente banale, viene raccontata tramite aneddoti divertenti e drammatici, diventa gradualmente più dark quando apprendiamo che potrebbe soffrire di un disturbo mentale possibilmente fatale.
Le scene della trilogia sono spesso divise in più finestre d'azione contemporanee su sfondo nero. In alcune finestre sono anche incorporate fotografie animate, nonché una buona dose degli effetti speciali colorati e delle tecniche cinematografiche sperimentali che Hertzfeldt ha utilizzato per la prima volta in The Meaning of Life. Come molti film di Hertzfeldt, la maggior parte degli effetti speciali della trilogia sono stati fatti già con la macchina da presa.
Everything Will Be OK, ha vinto il Gran Premio della Giuria per cortometraggi al Sundance Film Festival del 2007, nonché il Lawrence Kasdan Award come miglior film narrativo all'Ann Arbor Film Festival, e anche il Grand Prize al London Animation Festival. Lo stesso corto vincerà in seguito altri 34 premi, diventando il film di maggior successo dell'autore
Nell'autunno 2008 è stato pubblicato I Am So Proud of You (Sono così fiero di te), il secondo capitolo della storia. In occasione dell'uscita, Hertzfeldt partì per un tour in America (con due tappe nel Regno Unito e tre in Canada): viaggiò con I Am So Proud of You e una selezione dei suoi altri film in ventidue città, facendo il tutto esaurito. "An Evening with Don Hertzfeldt" ha presentato una selezione di 35mm del suo lavoro, seguita da un'intervista sul palco e da una conversazione del pubblico con lui. IAm So Proud of You  è stato anche proiettato in festival cinematografici per tutto il 2009 e ha vinto 27 premi.
Il terzo e ultimo capitolo, It's Such a Beautiful Day (Che Bella Giornata) venne proiettato in anteprima al Sundance Film Festival del 2011. Hertzfeldt ha viaggiato in un altro tour teatrale nordamericano in 30 città con It's Such Beautiful Day, nel 2011 e 2012.
Riguardo alla trilogia, Steven Pate di The Chicagoist ha scritto: "C'è un momento in ogni episodio della magistrale trilogia di corti d'animazione di Don Hertzfeldt in cui percepisci qualcosa nel tuo petto. È un evento inconfondibilmente cardiaco, il tipo di sensazione che la grande arte può suscitare quando viene trasmesso qualcosa di profondo e innegabilmente vero sulla condizione umana. È allora che dici a te stesso: le figure stilizzate dovrebbero farmi sentire così? Nelle mani di un maestro, sì. E Hertzfeldt sta agli "omini stecco" come Franz Liszt stava a ebano e avorio, come Ted Williams stava a una white ash: qualcuno così trascendentalmente esperto che descrivere in termini letterali ciò che fa è al limite dell'umiliante."
Nel 2012, Hertzfeldt ha montato insieme i tre capitoli della sua trilogia di cortometraggi. Si tratta del suo primo lungometraggio; il film ha lo stesso titolo del terzo capitolo della storia, It's Such a Beautiful Day, ed è uscito in versione limitata nelle sale cinematografiche durante l'autunno 2012.
Il film è stato in seguito distribuito su DVD e on-demand in HD su iTunes, Vimeo e Netflix.
t's Such a Beautiful Day è stato accolto molto bene dalla critica cinematografica. La Los Angeles Film Critics Association lo ha nominato il secondo classificato come miglior film d'animazione dell'anno, dietro a Frankenweenie. Indiewire ha classificato Hertzfeldt il nono miglior regista dell'anno nel suo sondaggio annuale (dopo Wes Anderson) e i critici cinematografici di The AV Club hanno classificato il film come 8° nella loro lista dei migliori film del 2012. Slate Magazine ha nominato "It's a beautiful day" la loro scelta come miglior film d'animazione del 2012.
Nel Regno Unito, il film si è classificato al 3º posto nella lista dei 10 migliori film del 2013 secondo TimeOut London e al 4º secondo London Film Review.
Nel 2014, Time Out New York classificato It's Such a Beautiful Day 16° nella loro lista dei "100 migliori film d'animazione mai realizzati". Il critico Tom Huddleston lo descrive come "una delle grandi opere indipendenti dell'era moderna, allo stesso tempo simpatetica e scioccante, bella e terrificante, arrabbiata ed esilarante; ti rallegra, e ti rende triste a livelli quasi impossibili da sopportare".
Nel 2016, i critici di The Film Stage classificano il corto come primo nella loro lista dei "I 50 migliori film d'animazione del 21º secolo finora." Nel 2019, The Wrap ha nominato It's Such Beautiful Day il "Miglior film d'animazione degli anni 2010". Lo stesso anno, i critici cinematografici di Vulture lo classificarono al 12º posto nella loro lista generale dei "Migliori film del decennio".

#### Wisdom Teeth
Nell'ottobre 2009, Hertzfeldt ha presentato in anteprima, senza preavviso, Wisdom Teeth (Denti del giudizio), un nuovo corto di cinque minuti, alla proiezione "Evening with Don Hertzfeldt" dell'Ottawa Animation Festival. Successivamente è stato presentato al Sundance Film Festival nel gennaio 2010 e al Fantasia Film Festival di Montréal, dove ha ricevuto una menzione speciale della giuria. Nel 2010, è apparso come parte di una serie sullo Showtime Network chiamata Short Stories (Racconti brevi).

#### I Simpson

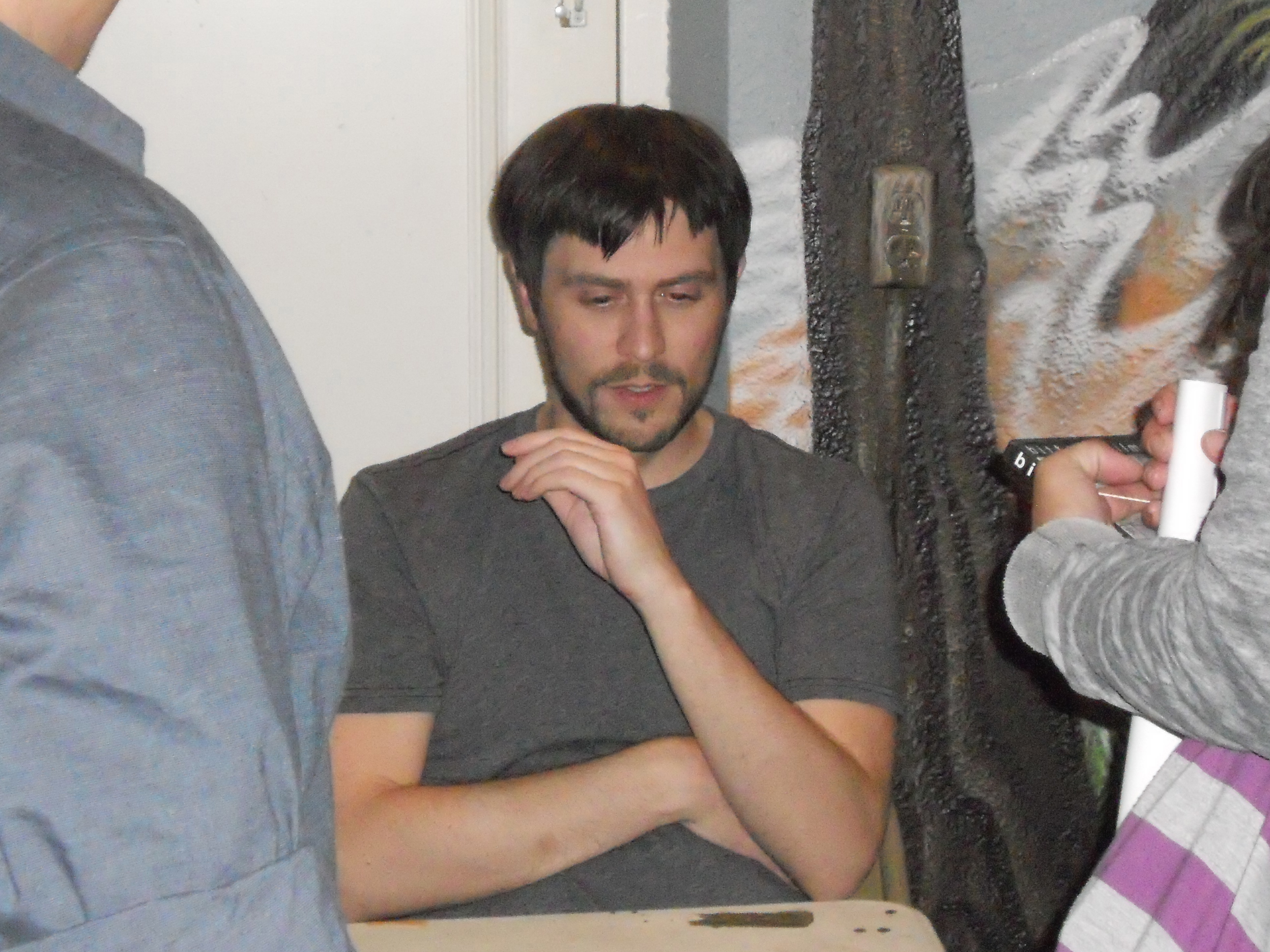
Hertzfeldt con i fan al Sun Ray Cinemas di Jacksonville nell'aprile 2012

Nel 2014, Hertzfeldt ha scritto, animato e diretto un surreale e futuristico "couch gag" di due minuti per l'episodio in anteprima della ventiseiesima stagione de I Simpsons . È stata la gag d'apertura più lunga della storia dello spettacolo; Spin Magazine la descrisse come qualcosa che ti "manda in pappa il cervello" e li definisce "i due dei minuti più strani della televisione mai trasmessi su uno dei maggiori canali in prima serata".
La sequenza raffigura Homer che usa accidentalmente un telecomando in grado di farlo viaggiare nel tempo; il personaggio regredisce così al suo modello originale del 1987, per venire poi spinto in una lontana incarnazione futura dello spettacolo chiamato The Sampsans dove lui e la sua famiglia si sono evoluti in grottesche creature sputa-slogan incapaci di pensare. Il futuro Homer ricorda tristemente episodi futuristici passati, in cui aveva ancora un legame emotivo con Marge e i bambini. Il produttore di Simpsons Al Jean lo ha definito "più folle di quanto pensassimo" e "la cosa più folle che abbiamo mai fatto".

#### World of Tomorrow
Nel gennaio 2015 è stato presentato in anteprima al Sundance Film Festival il primo cortometraggio di Hertzfeldt animato digitalmente, World of Tomorrow; il corto vince il Grand Jury Prize, seconda volta per l'artista. L'illustratrice Julia Pott interpreta la voce del personaggio principale del cortometraggio, al fianco del nipote di Hertzfeldt, che allora aveva quattro anni, registrata mentre il piccolo disegnava e suonava. Le sue reazioni e domande vocali spontanee e naturali sono state quindi montate nella storia per creare il personaggio di lei.
Nel compiere finalmente il passaggio all'animazione digitale dopo vent'anni di lavoro con carta e matita, Hertzfeldt ha scherzato: "Mi sento come se si trattasse di una band rock che tradizionalmente era chitarra, chitarra, chitarra e poi per il loro nuovo album sono tipo Stiamo diventando elettronici! ma [poi] usano solo tastiere Casio e drum machine... Non è il CG all'avanguardia a cui siamo tutti abituati. "
I critici sono stati universalmente positivi nelle loro recensioni, descrivendo il film di fantascienza come "uno dei cortometraggi più soddisfacenti dall'opera-pilastro di Chris Marker La Jetee, nonché quasi di sicuro il momento clou del Sundance di quest'anno." " abbagliante, affascinante " e"sorprendente ".
Il film ha vinto il premio come miglior cortometraggio animato al SXSW Film Festival ed è stato definito da Indiewire come "uno dei più bei film del 2015", e da The Dissolve come "uno dei migliori successi della fantascienza, in tempi recenti". The A.V. Club ha definito il film  "visionario" e "forse il miglior film del 2015", nonostante la durata così breve. L'Associazione dei critici cinematografici di Austin ha assegnato a Hertzfeldt un premio speciale d'onore in riconoscimento del film.
World of Tomorrow è stato rilasciato nel marzo 2015 su Vimeo, mentre veniva anche presentato ai festival di cinema.
Alla fine del festival, il film ha vinto oltre 40 premi, tra cui due Crystal Awards dall'Annecy Animation Festival, nonché sia uno Special Jury Award sia il Premio del Pubblico dello stesso. Il film ha anche vinto due premi dall'Ottawa International Animation Festival, Best Script e il Premio del Pubblico.
Nel 2016, World of Tomorrow ha vinto il premio Annie per il miglior cortometraggio animato.
Nel 2016, World of Tomorrow è stato candidato all'Oscar per il cortometraggio animato all'88º Academy Awards, seconda nomination alla carriera per Hertzfeldt.
Nel 2016, Rolling Stone classifica World of Tomorrow come decimo nell'elenco dei "film d'animazione più belli di sempre". Nonostante il suo breve tempo di esecuzione, The AV Club lo ha definito "forse il miglior film del 2015". Nel 2019, Indiewire ha classificato World of Tomorrow come 17° nella sua lista generale dei "100 migliori film del decennio".

#### World of Tomorrow Episode Two: The Burden of Other People's Thoughts
World of Tomorrow Episode Two:The Burden of Other People's Thoughts (Il Mondo di Domani episodio due: il peso dei pensieri degli altri) è stato presentato per la prima volta nel 2017 e ha ricevuto le rare recensioni "A+" da Indiewire e Collider, dove è stato descritto come "un altro capolavoro di fantascienza pieno di sentimento". The Daily Beast lo ha definito "un capolavoro animato da vedere" e "uno dei migliori film dell'anno".
A dicembre 2017 Hertzfeldt ha viaggiato con il film nei cinema in un "mini-tour invernale". Le proiezioni si sono aperte con un nuovo corto animato a sorpresa della durata di due minuti, in cui un personaggio-Hertzfeldt, realizzato in animazione, introduce il programma stesso con una comunicazione proveniente dalle caverne di un pianeta alieno.
World of Tomorrow: Episode Two vince il Gran Premio (Grand Prize) del Sommets du cinéma d'animation di Montréal, un premio speciale della giuria al London Animation Festival e il premio assegnato dal pubblico (Audience Award) al Fantastic Fest.
Il film fu presentato al Sundance Film Festival nel gennaio 2018.

### Altre opere
Nel dicembre 2013, Hertzfeldt ha pubblicato una graphic novel, The End of the World (La Fine del Mondo), attraverso l'editore indipendente Antibookclub. Il libro, della lunghezza di 216 pagine, è stato descritto nel suo blog come il risultato dell'accumulo di idee cinematografiche rimaste inutilizzate, rimodellate in una nuova storia sperimentale. "Se i film fossero album, immagino che questi sarebbero i lati B", ha scritto. Nel 2019, Random House ha annunciato che avrebbe stampato una nuova edizione di The End of the World in gran numero di copie.
Nel 2013, Hertzfeldt ha animato un corto di 30 secondi chiamato Day Sleeper (il Dormiglione di Giorno) per il National Film Board of Canada. È stato creato utilizzando la loro app per iPad, un omaggio all'animatore sperimentale Norman McLaren.

### Rilasci di DVD e Blu-ray
Hertzfeldt detiene i diritti su tutto il suo lavoro; si è occupato lui stesso della distribuzione dei suoi film sotto il nome di "Bitter Films", già a partire dagli anni '90.
La prima uscita di Bitter Films in DVD è stata un DVD "singolo" di Rejected, in edizione limitata. Il DVD includeva un commento audio, una scena cancellata e alcune pagine nascoste. Ora è esaurito.
Don Hertzfeldt Volume One: 1995–2005, una raccolta dei primi 10 anni del suo lavoro, è stato pubblicato nel 2006. Tutti i cortometraggi sono stati rimasterizzati e restaurati in alta definizione a partire dai loro negativi originali. Il DVD è stato reso disponibile solo ai fan tramite il sito Web di Bitter Films, con i primi 750 pre-ordini che hanno ricevuto un "regalo misterioso esclusivo" (o un pezzo di pellicola da 35mm di Rejected autografata da Don, oppure un disegno unico di Don realizzato su post-it ).
Questo DVD ha marcato la prima pubblicazione su larga scala dei suoi film studenteschi, come Genre e Lily e Jim. Molte di queste opere prima erano disponibili solo su collezioni VHS di cortometraggi animati a tiratura limitata, da molto fuori stampa.
I contenuti speciali di Don Hertzfeldt Volume One: 1995–2005 includevano un documentario time-lapse sulla realizzazione di Il significato della vita chiamato "Guardare l'erba crescere", i cartoni della trilogia di Animation Show, dialoghi ed estratti inediti di Lily e Jim, sottotitoli trivia di Rejected, commento audio sugli effetti speciali di Il significato della vita, una sezione di "archivio" di oltre 140 pagine (che includono rari filmati dai primi cartoni di Hertzfeldt, test a matita originali, sequenze cancellate, girato lasciato a metà e schizzi realizzati per mettere a confronto diverse scene), commentario audio di Lily e Jim,  commentario audio di Rejected, e infine un opuscolo retrospettivo con note di copertina di Hertzfeldt.
Nel 2007, Everything Will Be OK è stato rilasciato come un altro singolo DVD. I contenuti speciali di questa versione includevano oltre un centinaio di pagine di materiale "d'archivio" (schizzi, storyboard, materiali eliminati).
I Am So Proud of You è stato similmente pubblicato nel 2009 come singolo DVD. Presenta un "archivio" simile a quello dei contenuti speciali di Everything Will Be OK; in questo caso si tratta di 148 pagine di materiali di produzione.
Nel novembre 2012 è stata pubblicata una raccolta di DVD di tutte le opere del periodo 2006–2011 sotto il titolo Don Hertzfeldt Volume 2: 2006–2011; tale raccolta include la versione cinematografica di It's Such a Beautiful Day. I contenuti speciali per l'uscita includevano oltre 40 minuti di domande e risposte dal vivo provenienti dal programma del tour, nonché il cartone animato Wisdom Teeth, una scena cancellata da It's Such a Beautiful Day e un opuscolo di 24 pagine. Anche in questo caso, i clienti con pre-ordine anticipato hanno ricevuto un pezzo di pellicola da 35mm di It's Such a Beautiful Day, e altri regali.
Da luglio ad agosto 2015, Don Hertzfeldt ha lanciato una campagna Kickstarter per pubblicare i suoi film It's Such a Beautiful Day e The World of Tomorrow per la prima volta su Blu-ray, per aiutare a finanziare future produzioni. La campagna ha raccolto oltre $215.000. Hertzfeldt ha dunque rimasterizzato anche The Meaning of Life, Rejected, Billy's Balloon, Wisdom Teeth, Lily e Jim, rendendoli Blu-ray. A questa pubblicazione è stata inclusa un'intervista, un film a sorpresa, e la prima anteprima di un progetto futuro. La durata del disco era limitata, disponibile principalmente per i sostenitori Kickstarter e i fan che hanno contattato direttamente Bitter Films.
Hertzfeldt preferisce non vendere il suo lavoro. Alla fine degli anni '90 e all'inizio degli anni 2000, la Bitter Films vendeva all'asta opere d'arte allo scopo di raccogliere migliaia di dollari per enti di beneficenza di Santa Barbara. Inoltre, attraverso il negozio online Bitter Films sono stati occasionalmente regalati con speciali promozioni altri disegni originali.  Poiché anche Hertzfeldt rilascia raramente autografi, le sue opere d'arte sono rare da possedere per i collezionisti dell'animazione per i suoi fan.

## Tecnica
L'opera di Hertzfeldt presenta comunemente figure stilizzate ("omini stesso") disegnate a mano; le storie hanno forte carattere di umorismo nero, e contengono surrealismo e tragicommedia. Alcuni film trattano temi esistenziali e filosofici, mentre altri sono più chiaramente commedie slapstick e corti dell'assurdo. La sua animazione è creata tradizionalmente con carta e penna, spesso con il minimo possibile di aiuto digitale. Hertzfeldt utilizza antiche cineprese che supportano pellicola di 16mm o 35mm per fotografare i suoi disegni, e spesso impiega tecniche di effetti speciali vecchio stile come esposizioni multiple, mascherine incorporate e fotografia sperimentale. Mentre alcune di queste tecniche sono affermate come un'occasionale sequenza di animazione in stop-motion o un universo di stelle in movimento create da fori di spillo retroilluminati, altri effetti sono nuove innovazioni sui metodi classici, come si vede con la composizione in camera di più finestre d'azione a schermo diviso nei film della serie Tutto andrà bene .
I film studenteschi di Hertzfeldt negli anni '90 sono stati realizzati su 16mm. Dal 1999 al 2011, Hertzfeldt ha fotografato i suoi film con una Richardson da 35 mm, ritenuta la stessa macchina fotografica usata per molti dei cartoni animati Peanuts negli anni '60 e '70. Hertzfeldt la considera un elemento cruciale nella creazione dei suoi film e delle loro immagini uniche.
Nel 2015, Hertzfeldt ha realizzato il suo primo corto animato in digitale, World of Tomorrow, creato contemporaneamente a un'altra opera sempre in digitale: si tratta di un'apparizione animata come ospite in The Simpsons . Entrambi i pezzi erano ancora disegnati a mano da Hertzfeldt, ma su una tavoletta Cintiq invece che su carta.

Nel 2008, Hertzfeldt ha osservato, discutendo di film e tecnologia digitale con il New York Times : 
 Non è insolito per Hertzfeldt scrivere, dirigere, produrre, animare, fotografare, modificare, eseguire voci, registrare e mixare suoni e/o comporre musica per uno dei suoi film; a volte ci vogliono anni per completare un singolo corto, poiché lavora da solo. L'animazione di uno dei suoi film richiede spesso decine di migliaia di disegni.
Spesso Hertzfeldt usa musica classica e opera come colonna sonora per le sue immagini. Nei suoi film sono apparse musiche di Ciajkovskij, Bizet, Smetana, Beethoven, Richard Strauss e Wagner, e talvolta musiche da lui realizzate con una chitarra o una tastiera.

### Approccio alla scrittura
Hertzfeldt ha così illustrato il suo processo di scrittura tranquillo e rilassato: 
»
 Hertzfeldt ha suggerito, in un altro "AMA" di Reddit a tema creatività, quanto segue: 

### La visione di Hertzfeldt riguardo alla pubblicità
A Hertzfeldt sono state fatte numerose offerte commerciali redditizie, tra cui campagne pubblicitarie per Cingular Wireless e United Airlines; egli ha tuttavia rifiutato. Nel corso degli anni ha fatto vari commenti sul suo disgusto per l'America corporativa, e afferma di conseguenza che non intende rendersi partecipe del mondo della pubblicità. A questo riguardo ha affermato: "L'obiettivo non è quello di provare a fare quanti più soldi possibile; l'obiettivo è quello di provare a fare buoni film".

In un'intervista di Vanity Fair del 2015, Hertzfeldt ha dichiarato: 
 In un post del suo blog risalente a marzo 2009, Hertzfeldt paragona la realizzazione cinematografica al suo amore per le escursioni e per l'esplorazione di nuovi luoghi: qualcosa che fa solo perché "gli piace farlo e probabilmente gli farà per sempre piacere fare". Ha dunque paragonato il fare pubblicità all'essere pagato per non andare a esplorare i boschi e invece passeggiare sotto casa di qualcuno per otto ore al giorno indossando un pannello da uomo-sandwich con sopra la foto di un prodotto. "Il denaro non è il motivo per cui faccio passeggiate. Non è un fattore determinante. Faccio delle passeggiate perché mi diverto a farlo. È qualcosa che farei se fossi ricco, ed è qualcosa che farei se fossi povero. "
Nel commento di Rejected , sul DVD Bitter Films Vol.1, Hertzfeldt affermava che "non è mai il caso di mentire al tuo pubblico... puoi ingannarli, disturbarli, infastidirli, ma non puoi mai mentire. Secondo me la pubblicità non è altro che bugie. "
Tuttavia, diverse campagne pubblicitarie internazionali hanno preso in prestito pesantemente dal suo tratto unico e riconoscibile; esse somigliano abbastanza al lavoro di Hertzfeldt da poter venire scambiate per una sua opera. L'esempio più noto è una serie di spot televisivi per le Pop-Tarts, che usano figure stilizzate in bianco e nero, umorismo surreale, animazioni "sdrucciolevoli",  e persino un occasionale effetto di carta stropicciata, tutto molto simile allo stile di Hertzfeldt. Comunque l'artista non è stato assolutamente coinvolto nella realizzazione. In Canada, la società no profit Encorp ha utilizzato uno stile simile a Hertzfeldt di brevi filmati d'animazione in TV e su Internet per promuovere la sua campagna "Don't Mess With Karma", volta a incoraggiare il riciclaggio. Una delle ultime campagne pubblicitarie a utilizzare uno stile artistico simile a quello di Hertzfeldt è stata quella del fast food Krystal per promuovere il loro Blitz Energy Drink.

### Influenza
Il lavoro di Hertzfeldt è stato riconosciuto come uno dei protagonisti del surrealismo e dell'assurdismo nell'animazione negli anni 2000; ad esempio, ha influenzato la commedia animata di Adult Swim .
Comedy Central notò nel 2008 che la sua opera "ha influenzato un'intera generazione di cineasti".
Nel 2012, Hertzfeldt si è classificato al 16º posto in uno studio sull'industria dell'animazione riguardante le "100 persone più influenti nell'animazione".
Hertzfeldt è stato anche dichiarato un'influenza per molti webcomics, tra cui Cyanide and Happiness, Hyperbole and a Half, Xkcd,.

## Filmografia
- Ah, L'Amour (1995) (film studentesco)
- Genre (1996) (film studentesco)
- Lily and Jim (1997) (film studentesco)
- Billy's Balloon (1998) (film studentesco)
- Rejected (2000)
- Welcome to the Show/Intermission in the Third Dimension/The End of the Show (2003)
- The Meaning of Life (2005)
- Everything Will Be OK (2006)
- I Am So Proud of You (2008)
- Wisdom Teeth (2010)
- It's Such a Beautiful Day (2011)
- It's Such a Beautiful Day (2012) (feature film version)
- I Simpsons (2014) (episodio "Clown in the Dumps" due minuti di couch gag)
- World of Tomorrow (2015)
- World of Tomorrow - Episode Two: The Burden of Other People's Thoughts (2017)
- Intro (2017) (cartone creato per introdurre un programma teatrale di Hertzfeldt)

## Premi e onorificenze
Premio Oscar
- 2001 - Candidatura al miglior cortometraggio d'animazione per Rejected
- 2016 - Candidatura al miglior cortometraggio d'animazione per World of tomorrow

Sundance Film Festival
- 2007 - Jury Prize in Short Filmmaking per Everything Will Be OK[75]
- 2015 - Short Film Grand Jury Prize per World of Tomorrow

Festival di Cannes
- 1999 - Candidatura alla Palma d'oro per il miglior cortometraggio per Billy's Balloon

San Francisco International Film Festival
- 2010 -  "Persistence of Vision" Lifetime Achievement Award[76]

Annie Award
- 2001 - Candidatura come miglior corto d'animazione per Rejected
- 2007 - Candidatura come miglior corto d'animazione per Everything Will Be OK
- 2016 - Miglior corto d'animazione per World of Tomorrow